# Régime transitoire
Pour l'histoire et la politique, voir Régence, Intérim et Transition démocratique.
En physique, le régime transitoire est l'évolution temporaire d'un système, en particulier d'un oscillateur, entre deux régimes permanents (ou « établis ») distincts.
Un régime transitoire peut apparaître lors d'une modification d'un système. Il peut être caractérisé par un taux d'amortissement, un temps de relaxation ou, pour un oscillateur, par un facteur de qualité. 
Pour un circuit électrique, un régime transitoire apparaît par exemple à l'ouverture ou à la fermeture d'un interrupteur, à la modification de la tension ou de l'intensité fournie par un générateur, au passage d'un signal continu à un signal périodique. Il prend la forme d'un régime apériodique, d'un régime (apériodique) critique, ou d'un régime pseudo-périodique.
En mécanique des fluides, dont la météorologie, il réfère à un régime intermédiaire entre les écoulements laminaire et turbulent.